# Januari 2020
Dit artikel geeft een chronologisch overzicht van de belangrijkste gebeurtenissen per dag in de maand januari van het jaar 2020.

## Gebeurtenissen

### 1 januari
- Galway en Rijeka zijn de culturele hoofdsteden van Europa in 2020.
- De Schot Peter Wright wint het wereldkampioenschap darten van de PDC door in de finale de Nederlandse titelverdediger Michael van Gerwen te verslaan.[1]
- In Vlaanderen wordt de woonbonus afgeschaft. De registratierechten worden verlaagd van zeven naar zes procent.[2]
- In Vlaanderen zijn rookmelders, dakisolatie en dubbel glas verplicht in elke woning.[3]
- Tabaksproducten zoals sigaretten en rol- en waterpijptabak, en aanverwante producten moeten in België verkocht worden in een neutrale verpakking, zonder logo's of promotieteksten.[3]
- In Arnhem komen een vader en zoon om het leven door vuurwerk dat twee kinderen in een flatportiek hadden gegooid.[4]

### 2 januari
- In Australië wordt toeristen en inwoners aangeraden om bepaalde gebieden in de kustregio ten zuiden van Sydney te verlaten omdat deze door de bosbranden worden bedreigd. In de kuststad Mallacoota, die door de branden ingesloten is, komt een marineschip met hulpgoederen aan. Het schip zal ook gebruikt worden om mensen te evacueren. (Lees verder)[5]

### 3 januari
- Bij een Amerikaanse raketaanval op een konvooi van de sjiitische groepering al-Hashd al-Shaabi nabij de Internationale Luchthaven van Baghdad (Irak) worden onder meer de Iraanse generaal Qassem Soleimani en commandant Abu Mahdi al-Muhandis gedood.[6]
- In het Franse Villejuif steekt een man drie voorbijgangers neer, van wie er één overlijdt. De dader wordt hierna zelf doodgeschoten. De politie gaat uit van een terroristische daad en zegt dat de man was geradicaliseerd.[7]

### 4 januari
- De Amerikaanse president Donald Trump waarschuwt op Twitter dat indien er van Iraanse zijde wraakacties komen voor de dood van Soleimani, de V.S. 52 doelen zullen aanvallen die belangrijk zijn voor Iran en de Iraanse cultuur.[8]

### 5 januari
- In de buurt van de Noord-Italiaanse plaats Luttach komen zes Duitse toeristen om het leven wanneer een auto met een dronken bestuurder op hen inrijdt.[9]
- Als reactie op de Amerikaanse raketaanval van 3 januari, neemt het Iraakse parlement een resolutie aan die aan de regering vraagt om de Amerikaanse aanwezigheid in Irak te beëindigen.[10]
- De sociaaldemocraat Zoran Milanović (SDP) wint de tweede ronde van de Kroatische presidentsverkiezingen met 52,7 procent van de stemmen. Hij verslaat aftredend president Kolinda Grabar-Kitarović (HDZ).[11]
- De Iraanse regering laat weten dat Iran zich niet langer zal houden aan de beperkingen op het verrijken van uranium, zoals die in het atoomakkoord van 2015 waren afgesproken.[12]

### 7 januari
- Ruimtevaartorganisatie NASA ontdekt de exoplaneet TOI-700 d op ongeveer 100 lichtjaar van de Aarde.

### 8 januari
- In de buurt van de Iraanse hoofdstad Teheran stort Ukraine International Airlines-vlucht 752 kort na het opstijgen neer. Alle 176 inzittenden komen om het leven.
- Vanuit Iran worden vijftien raketten afgevuurd op twee Amerikaanse luchtmachtbases in Al-Anbar en Erbil. Berichten over slachtoffers lopen uiteen.

### 10 januari
- In Angola vallen meer dan 40 doden als gevolg van  extreme regenval. Ook raken duizenden woningen zwaar beschadigd en valt in een groot deel van het land de infrastructuur uit.[13]

### 11 januari
- Iran geeft toe dat de Boeing 737-800 die op 8 januari neerstortte per ongeluk is neergeschoten. Door een menselijke fout was het onjuist geïdentificeerd als een vijandelijke aanval.[14]
- In Libië bereiken generaal Haftar en premier Sarraj na bijna een jaar van gevechten een akkoord over een staakt-het-vuren.[15]

### 13 januari
- Tijdens een klimaatproces in Lausanne, in Zwitserland, worden twaalf klimaatactivisten vrijgesproken die in 2018 bij wijze van burgerlijke ongehoorzaamheid tennis hadden gespeeld in een filiaal van de bank Credit Suisse. Zij deden dit om te protesteren tegen de investeringen die deze bank doet in fossiele brandstoffen.

### 18 januari
- Op de Filipijnen moeten 160.000 mensen worden geëvacueerd vanwege de uitbarstende vulkaan Taal. Deskundigen verwachten een nog zwaardere uitbarsting.[16]
- Na de natuurbranden worden delen van Australië getroffen door overstromingen als gevolg van extreme regenval, met name Victoria, New South Wales en Queensland.[17]
- De 16-jarige Mila zet een bericht op Instagram als reactie op een afgewezen vriend. Hierin noemt ze de islam een 'schijtreligie'. Er breekt een storm van haatberichten los, waardoor zij en haar familie moeten onderduiken. De zaak brengt veel beroering teweeg in Frankrijk en zet de discussie over de plaats van de islam in de samenleving nog verder op scherp.

### 20 januari
- Medische autoriteiten in China bevestigen dat het nieuwe coronavirus overdraagbaar is van mens op mens. Het virus heeft zich inmiddels vanuit China al verspreid naar verschillende andere landen.

### 22 januari
- Bij een vliegtuigongeluk bij Saint-Légier-La Chiésaz in Zwitserland komen twee personen om het leven.
- De 63-jarige Katerina Sakellaropoulou wordt verkozen tot nieuwe president van Griekenland. Ze wordt daarmee in Griekenland de eerste vrouw die dit ambt bekleedt.

### 24 januari
- In Frankrijk blijken drie mensen het nieuwe coronavirus te hebben opgelopen. De uitbraak begon eind 2019 in het Chinese Wuhan.[18]

### 25 januari
- Bij een aardbeving met de kracht van 6,8 op de schaal van Richter in het zuidoosten van Turkije vallen meer dan 40 doden en 1400 gewonden. (Lees verder)

### 27 januari
- De Groene Zone in Bagdad wordt getroffen door vijf raketten. Onder meer de Amerikaanse ambassade wordt geraakt.

### 29 januari
- Een grote meerderheid binnen het Europees Parlement van 621 parlementariërs stemt voor het brexit-akkoord tussen de Europese Unie en het Verenigd Koninkrijk. Hiermee kan de Britse uittreding uit de EU op 31 januari definitief doorgaan.
- In de Braziliaanse staat Minas Gerais vallen zeker 52 doden en 65 gewonden door aardverschuivingen en overstromingen, veroorzaakt door extreme regenval.[19]

### 30 januari
- De Wereldgezondheidsorganisatie verklaart de uitbraak van het nieuwe coronavirus alsnog tot een internationale noodsituatie, terwijl ze deze maatregel een week eerder nog niet noodzakelijk achtte.[20]

### 31 januari
- Het Verenigd Koninkrijk treedt om 23:00 UTC formeel uit de Europese Unie, na 47 jaar lidmaatschap.
- In Duitsland blijken in totaal vijf mensen besmet te zijn met SARS-CoV-2. Vier van hen werkten bij het auto-onderdelenbedrijf Webasto.[21]

## Overleden
<< · januari · februari · maart · april · mei · juni · juli · augustus · september · oktober · november · december · >>